# El Paraíso, San Luis de la Paz
El Paraíso är en ort i Mexiko.   Den ligger i kommunen San Luis de la Paz och delstaten Guanajuato, i den centrala delen av landet, 250 km nordväst om huvudstaden Mexico City. El Paraíso ligger 1 992 meter över havet och antalet invånare är 164.
Terrängen runt El Paraíso är huvudsakligen platt, men österut är den kuperad. Terrängen runt El Paraíso sluttar västerut. Runt El Paraíso är det ganska tätbefolkat, med 80 invånare per kvadratkilometer. Närmaste större samhälle är San Isidro de la Estacada, 5,8 km väster om El Paraíso. Trakten runt El Paraíso består till största delen av jordbruksmark.